# Lempel-Ziv-Welch
LZW (Lempel-Ziv-Welch) är en universell icke-förstörande komprimeringsalgoritm, som skapats av Abraham Lempel, Jacob Ziv och Terry Welch. Den publicerades av Welch år 1984 som en förbättrad implementation av algoritmen LZ78, som publicerats av Lempel och Ziv år 1978. Algoritmen är utformad för att vara snabb att implementera men inte nödvändigtvis optimal, eftersom den inte analyserar datan i fråga.